# Semiothisa largificaria
Semiothisa largificaria là một loài bướm đêm trong họ Geometridae.